# Les Innocents charmeurs
Pour plus de détails, voir Fiche technique et Distribution.
Les Innocents charmeurs ou Les Charmeurs innocents (Niewinni czarodzieje) est un film polonais réalisé par Andrzej Wajda, sorti en 1960.

## Fiche technique
- Titre français : Les Innocents charmeurs
- Titre original : Niewinni czarodzieje
- Réalisation : Andrzej Wajda
- Scénario : Jerzy Andrzejewski et Jerzy Skolimowski
- Photographie : Krzysztof Winiewicz
- Musique : Krzysztof Komeda
- Pays d'origine :  Pologne
- Date de sortie : 1960

## Distribution
- Tadeusz Łomnicki : Bazyli
- Krystyna Stypulkowska : Pelagia
- Wanda Koczeska : Mirka
- Kalina Jędrusik : Journaliste
- Teresa Szmigielówna : l'infirmière Teresa
- Zbigniew Cybulski : Edmund
- Roman Polanski : Dudzio
- Krzysztof Komeda : Lui-même (non crédité)
- Jerzy Skolimowski :Boxeur (non crédité)
- Marian Kociniak : spectateur au concert de jazz